# Caiophora nivalis
Caiophora nivalis är en brännreveväxtart som beskrevs av Miguel Lillo. Caiophora nivalis ingår i släktet Caiophora och familjen brännreveväxter. Inga underarter finns listade i Catalogue of Life.